# Козачинский, Александр Владимирович
Алекса́ндр Влади́мирович Козачи́нский (16 (29) июля 1903, Москва — 8 января 1943, Новосибирск) — русский советский писатель и журналист, автор детективной повести «Зелёный фургон».

## Биография
Родился 16 (29) июля 1903, Москва 1903 года в Москве на Мясницкой улице в семье уроженца Уздицы Глуховского уезда Черниговской губернии Владимира Михайловича Козачинского (14 июля 1876 — после 1917) и Клавдии Константиновны Козачинской (в девичестве Клары Иосевны-Мордковны Шульзингер, 12 октября 1879 — после 1949). Мать происходила из еврейской мещанской семьи и перед браком 10 октября 1901 года в Одессе приняла православие.
Не позже 1904 года семья переехала в Одессу, где жила семья матери, и поселилась на Софиевской улице. Уже в Одессе 20 декабря 1904 года родился младший брат писателя Леонид. Отец устроился арендатором объявлений в газету «Новое обозрение», которой заведовал его тесть Марк Цалевич Шульзингер (1819—1907), дед будущего писателя (в этой же газете уже после отъезда мужа работала кассиром и мать Александра Козачинского). С ноября 1910 года отец служил околоточным надзирателем Одесской городской полиции по Дальницкому, затем Александровскому участкам. 16 сентября 1911 года он уволился из полиции и вскоре покинул Одессу (по поздним свидетельствам писателя, последнее письмо от отца датировалось 1917 годом и его дальнейшая судьба семье была неизвестна). 
В 1911 году Александр Козачинский поступил в приготовительный класс 3-й мужской гимназии, располагавшейся на Успенской улице, № 1, где проучился 8 лет. В 1919 году его мать потеряла работу, и ему пришлось поступить на службу караульным при обозной мастерской Воензага.
Играл за одесскую футбольную команду «Чёрное море», голкипер. Весной 1920 года он поступил рабочим склада в Споживсоюз, выдержал экзамен в политехникум, но из-за недостатка средств был вынужден бросить учёбу и поступил на работу в милицию, где в это время его отчим Михаил Гаврилович Красников служил помощником начальника 1-го района Севериновской милиции. 25 августа 1920 года Александр Козачинский написал заявление с просьбой зачислить его на службу в канцелярию милиции 1-го района Одесского уезда, находившуюся в Севериновке, и уже 1 сентября был зачислен конторщиком в канцелярию милиции Севериновского района. В приказе от 11 октября 1920 года Козачинский уже назван младшим милиционером. В угрозыске он прослужил последующие полтора года: 14 декабря 1920 года Козачинский был зачислен сотрудником 3-го разряда следственно-розыскного отделения в Бельчанскую волость Одесского уезда, 26 января 1921 года переведён в Севериновку помощником начальника уголовного розыска с переводом во 2-й разряд, при этом, в соответствии с приказом по 3-му району, являлся временно исполняющим должность начальника угрозыска; 16 марта 1921 года его перевели в 1-й разряд, и с этого же числа он был командирован по 10 апреля «для пользы службы» в 5-й район с центром в селе Блюменфельд. 30 июля 1921 года Козачинский оказался под арестом, 21 августа его перевели в село Страсбург Мангеймского района, где в октябре того же года он вновь был арестован.
Осуждён на 3 года заключения за должностные преступления и направлен в концлагерь, располагавшийся в здании бывшего приюта Общества призрения неимущих и помощи нуждающимся в районе 1-й станции Люстдорфской дороги. Попав вскоре под амнистию, 1 января 1922 года Александр Козачинский был зачислен агентом милиции 1-го разряда в местечко Крутые 1-го района Балтского уезда.
Бросил службу, похитив вместе c другим дезертиром, немецким колонистом Георгием Фечем, фургон с зерном, предназначенный в качестве взятки начальнику Балтского отдела милиции. Организовал банду, в которую входят немецкие колонисты и бывшие белогвардейцы. Банда, насчитывавшая свыше 20 членов, базируется в районе посёлка немецких колонистов Люстдорф, антисоветски настроенные жители которого оказывают поддержку бандитам. Александр Козачинский лично планирует и возглавляет разбойные нападения на районные конторы, поезда и зажиточных хозяев. Он пользуется большим авторитетом у бандитов и местного населения, особенно у женщин.
В 1922 году при попытке продать на Староконном рынке Одессы лошадей, угнанных из этапно-ветеринарного лазарета 51-й стрелковой дивизии в селе Бициловка, Козачинский и часть его людей попадают в милицейскую засаду. Был задержан агентами Дыжевским и Домбровским. Одним из дознавателей по  этому делу был будущий писатель Евгений Петров, в ходе расследования обвинённый в превышении полномочий при допросах. 
На суде женщины-свидетельницы активно выступают в защиту молодого главаря банды. Несмотря на это, за похищение из ветлазарета пяти лошадей и десяти овец Александра Козачинского приговорили в числе шестерых из двадцати трёх обвиняемых к «высшей мере социальной защиты» — расстрелу. В сентябре 1923 года по кассационным жалобам осуждённых расстрельный приговор был Верховным Судом УССР отмёнен, дело было возвращено на доследование, и в результате Козачинский получил тюремный срок и во время заключения в 1923 году под псевдонимом «Ал. Козаринский» начал писать статьи и очерки в [[Общие места заключения|ДОПРовские[[ издания «Голос заключенного» и «Жизнь заключённого», став со временем фактическим редактором этой газеты. В 1925 году был досрочно освобождён и переехал в Москву, где устроился на работу репортёром в газете «Гудок»; его первые заметки в этой газете появились уже в августе этого года. Дружил с сотрудниками редакции Ильёй Ильфом и Евгением Петровым.
В февральском номере журнала «Знамя» за 1938 год были опубликованы пять рассказов о лётчиках. В том же году по настоянию Ильи Ильфа Козачинский, в то время — один из ведущих журналистов газеты «Экономическая жизнь», написал повесть «Зелёный фургон». В январе 1939 года в пянтадцатом выпуске альманаха «Год XXII» был опубликован водевиль «Могучее средство». В январе 1940 года вышел рассказ «Фоня» — о воре, укравшем из картинной галереи огнетушитель.
В июле 1941 года А. Козачинский с матерью эвакуировались в Новосибирск, где поселились в отдельной комнате на улице Свердлова, дом 29, кв. 1. К этому времени писатель был уже тяжело болен диагностированным в 1937 году туберкулёзом, от которого и умер 8 января 1943 года. Долгое время могила считалась утерянной, но точное место захоронения было обнаружено одесским литературоведом М. Б. Пойзнером на основе сохранившегося письма матери писателя с описанием дороги к захоронению (1949) и локализовано новосибирским краеведом Лидией Мацько-Королёвой на 32-м участке Заельцовского кладбища в Новосибирске в мае 2019 года. Могила, находившаяся без ухода более пятидесяти лет, приведена в порядок, отреставрирован памятник, установлены новая именная доска, мемориальные таблички от Одессы и Новосибирска.

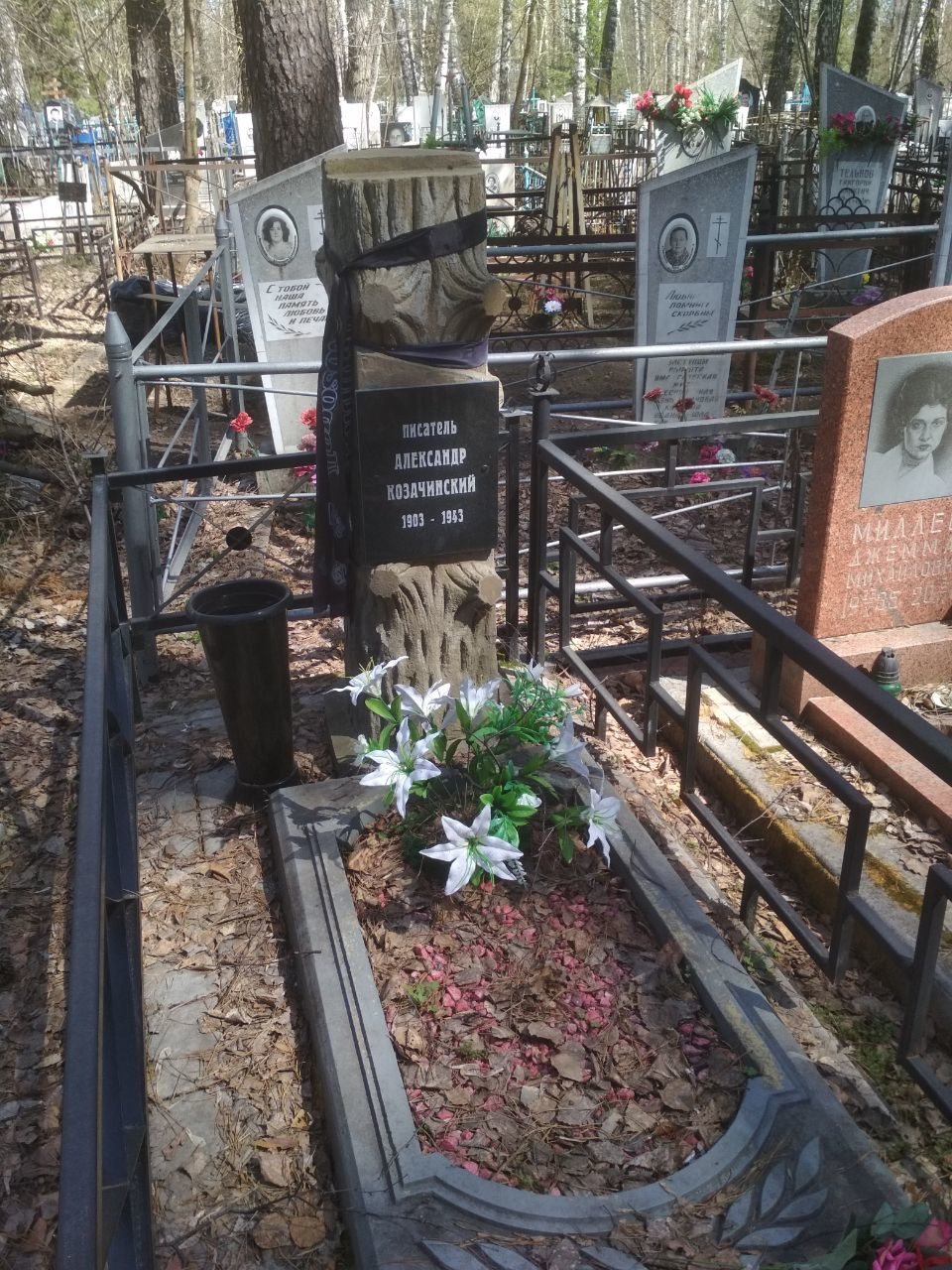
Место погребения Александра Козачинского на Заельцовском кладбище города Новосибирска.

Составленное Михаилом Пойзнером двухтомное издание всех известных произведений Александра Козачинского вышло в Одессе в 2020 году. Во второй том этого издания помимо литературоведческих работ разных авторов вошли прежде не публиковавшиеся сценарий фильма «Первый выстрел» (1940), наброски повести
о гимназистах «Гремучая ртуть», а также сорок страниц выполненных писателем фотографий и переписка с Ильёй Ильфом, Евгением Петровым, Львом Славиным, Александрой Бруштейн.

## Интересные факты
В основу повести «Зелёный фургон» легла белетризованная история юности Александра Козачинского, который стал прототипом конокрада Красавчика.

## Семья
- Дед и бабушка со стороны отца — титулярный советник Михаил Иванович Козачинский, помощник поневежского почтмейстера, и Екатерина Петровна Козачинская, дочь помещика. С 1879 года семья жила в Глухове.
- Дед и бабушка со стороны матери — одесский мещанин Иосиф-Мордко (Марк) Цалевич Шульзингер и Лея Броцкая (из кишинёвской мещанской семьи) заключили брак в 1863 году в Кишинёве[16].
- Дядя (брат матери) — Владимир Иось-Мордкович Шульзингер (1869—?), был женат на сестре[17] издателя Владимира Полякова и журналистов Александра Полякова и Виктора Полякова.